# Estación de Teulada (TRAM Alicante)
Teulada es una estación del TRAM Metropolitano de Alicante donde presta servicio la línea 9. Está situada en la zona oeste del casco urbano de Teulada.

## Localización y características
Se encuentra ubicada en el camino de la Estación, desde donde se accede. Dispone de dos andenes, tres vías, el edificio de la estación y otro antiguo edificio de mercancías. En la estación se detienen los nuevos trenes duales de la línea 9

## Líneas y conexiones
| << Cabecera | < Estación | Línea | Estación > | Cabecera >> |
| ----------- | ---------- | ----- | ---------- | ----------- |
| Benidorm    | Benissa    |       | Gata       | Denia       |

Enlace con las líneas de bus interurbano a Benisa y Jávea.